# Джимбиев, Андрей Манганыкович
Андре́й Манганы́кович Джимби́ев (калм. Җимбин Андрей; 5 декабря 1924, Ниицян, Лаганский район, Калмыцкая автономная область, РСФСР — 27 января 2022) — известный советский калмыцкий писатель, поэт, журналист, переводчик, народный писатель Калмыкии, почётный гражданин Республики Калмыкия.

## Биография
Андрей Джимбиев родился 5 декабря 1924 года в посёлке Ниицян Лаганского района Калмыцкой автономной области. После окончания средней школы работал учителем в начальных классах. В июне 1942 года добровольно ушёл на фронт. Принимал участие в Великой Отечественной войны в составе 248-й дивизии. В январе 1943 года освобождал от немецкой оккупации Элисту. Был ранен. После излечивания служил в войсках Военно-воздушной обороны. Во время депортации калмыцкого народа Андрей Джимбиев отбывал ссылку в Новосибирской области.
В 1957 году после депортации окончил Ленинградскую Высшую партийную школу ЦК КПСС и работал на руководящих хозяйственных работах, аудитором КРУ Министерства финансов Калмыцкой АССР, редактором Калмыцкого книжного издательства, зав. отделом редакции газеты «Хальмг унн» («Калмыцкая правда»), директором Калмыцкого книжного издательства, а с 1967 по 1985 1-м заместителем главного редактора газеты «Хальмг унн», редактором детского журнала «Байр».
Андрей Джимбиев был членом КПСС 1958—1991, членом Союза писателей СССР (с 1991 года России), членом Союза журналистов СССР (с 1991 года России), член Литературного фонда России, имеет государственные награды. Неоднократно избирался членом Элистинского ГК КПСС, депутатом городского Совета народных депутатов
В 1984 году Андрей Джимбиев был удостоен звания «Заслуженный работник культуры Республики Калмыкия». 13 декабря 2002 года Указом Президента Калмыкии Кирсана Илюмжинова Андрею Джимбиеву присвоено почётное звание «Народный писатель Республики Калмыкия».
Скончался 27 января 2022 года на 98-м году жизни.

## Творчество
Первые стихотворения Андрей Джимбиев стал печатать в калмыцком литературном альманахе «Теегин герл» в конце 50-х годов XX столетия. Первый сборник стихов «Первая весна» вышел в Элисте в 1960 году. С тех пор Андреем Джимбиевым написано свыше 30 книг поэтических и прозаических произведений. Некоторые из них: знаменитый роман «Верблюжьи облака», повести «Когда человеку трудно» и «Решительный поворот», сборник рассказов «Снежный ветер», поэма «Суровая нежность», сборники стихов «Колокол», «Все земные цвета», «Под голубыми небесами», «Мелодия жизни», «В каждой капле — жизнь», сборник рассказов и очерков «Человек и время». Пишет произведения и для детей. Его книга «Два скакуна» вышла 100-тысячным тиражом.
Андрей Джимбиев занимался переводами на калмыцкий язык сочинений С. Маршака, И. Тургенева, Л. Мусатова, А. Пантелеева и многих других.

## Сочинения

### На калмыцком языке
- Первая весна, стихи, 1960 г.;
- Друзья, рассказы, 1961 г.;
- Рассказ об Алексее, рассказ, 1963 г.;
- Взгляд друга, рассказы, 1964 г.;
- Молодость — счастье, очерк, 1964 г.;
- Дядя и племянник, рассказ, 1965 г.
- Когда человеку трудно, повесть.

### На русском языке
- Колокол, стихи и поэма, 1965 г.
- Все близкое и далекое, 1979 г.;
- Верблюжьи облака, роман, 1983 г.;
- Под голубыми небесами, 1983 г.;
- Тишина, 1985 г.;
- Широкое течение, 1986 г.

## Награды
- Орден Дружбы;
- Орден Отечественной войны II степени;
- Орден «Партийная доблесть» ЦК КПРФ
- Медаль «За доблестный труд в Великой Отечественной войне 1941—1945 гг.»;
- Медаль «За отвагу»;
- Медаль Жукова
- Почётная грамота президиума Верховного Совета РСФСР
- Почетный гражданин Республики Калмыкия

## Источник
- Джимгиров М. Э., Писатели советской Калмыкии, Калмыцкое книжное издание, Элиста, 1966, стр. 84—87
- Андрей Джимбиев // Поляков Н. Н. Герои войны — герои литературы (Писатели-фронтовики Калмыкии о Великой Отечественной войне), Элиста, Калм. кн. изд-во, 1973., стр. 53—57
- Прокопенко В. Солдатское сердце писателя. [О писателе Джимбиеве А. М.] , Элистинская панорама, 4 декабря 2004, стр. 3